# Carmen López Alonso
Carmen López Alonso es una historiadora española, doctora en Ciencias Políticas, es Profesora Emérita la Universidad Complutense de Madrid (facultad CC.Politicas). Acreditada por la ANECA al cuerpo de Cuerpo de Catedráticos de Universidad (CU_Ciencias Sociales y Jurídicas). Desde el año 2002 ha sido profesora en el Instituto Universitario Gral. Gutiérrez Mellado de Investigación sobre la Paz, la Seguridad y la Defensa en el que imparte un curso sobre conflicto y seguridad en el Mashreq. Profesora invitada en las universidades de Oxford, Harvard y en la Universidad Hebrea de Jerusalén, ha realizado estancias cortas en otros centros (Institut d’Études Politiques de Paris, Cambridge Univ. UK). Ha investigado y publicado libros y artículos académicos sobre historia del pensamiento político y social, con especial énfasis en la pobreza y la marginación, la justicia y los derechos humanos, así como sobre la religión y su relación con la política. Entre sus publicaciones sobre estos temas están La Pobreza en la España Medieval (Madrid, 1986), Locura y Sociedad en Sevilla. Historia del Hospital de los Inocentes (¿1436?-1840) (Sevilla, 1988); La Pobreza en el Pensamiento Político. España, primera mitad del siglo XIX” (1992), “El Pensamiento Conservador Español en el Siglo XIX. De Cádiz a La Restauración” (1993). Es coautora, con Antonio Elorza, de El Hierro y el Oro. Pensamiento Político Español, Siglos XVI-XVIII (Madrid 1989) y Arcaísmo y Modernidad. Pensamiento Político en España, Siglos XIX-XX (Madrid 1989) y ha dirigido De la Beneficencia al Bienestar Social. Cuatro Siglos de Acción Social (Madrid 1986). En los últimos decenios su investigación y publicaciones en estos campos se han centrado fundamentalmente en Israel, Palestina y Oriente Medio. Entre dichas publicaciones se encuentran: "¿Jano o cabeza de Medusa? Historia y política en Israel" (1999); “Israel, ¿nación-laboratorio?"(2000); “Fundamentalismos e identidades nacionales” (2001); “Holocausto, Genocidios, ¿Basta con conocer?” (2003); “Israel. Shoah y Nakba. Entramados, diferencias, comunidades de sufrimiento” (2004); “Religión, Iglesia y Estado laico” (2006); “Changing Views of Israel and the Israeli-Palestinian Conflict in Democratic Spain (1978-2006)” (2007); "Religion & Politics in Israel" (2009); “Historia y presente en Israel y Palestina” (2009); “Pluralistic Society and Civil State” (2010). Hamás. La marcha hacia el poder (Libros de la Catarata, Madrid 2007); "La Resistencia de Hamás: Entre Balas Y Votos, Ideas Y Acción Social” (2020); “Victimas y victimización en conflictos de larga duración. El peso de la historia: el caso de Israel-Palestina” (2021). “La Biblia como argumento? Religión y política en Israel” (2022), “¿Caminando sobre un volcán? Religión y política en Israel” (2022). Su último libro publicado es Hamas. De la marcha hacia el poder al vuelo de Icaro (2024).